# تيم كولين
تيم كولين (بالإنجليزية: Tim Cullen)‏ (5 يوليو 1989 بسان فرانسيسكو في الولايات المتحدة - ) هو لاعب كرة سلة أمريكي في مركز قاعدي ثاني ‏. لعب مع شيكاغو وايت سوكس وأوكلاند أثلاتكس.

## وصلات خارجية
- تيم كولين على موقعبيزبول رفرنس.كوم (الدوري الرئيسي) (الإنجليزية)
- تيم كولين على موقعبيزبول رفرنس.كوم (الدوري الثانوي) (الإنجليزية)
- تيم كولين على موقع كلية كرة السلة في سبورتس رفرنس.كوم (الإنجليزية)